# Lucile Dreidemy
Lucile Dreidemy (* 1985 in Sarreguemines) ist Professorin für Österreichische Zeitgeschichte seit 1918 im internationalen Kontext an der Universität Wien.

## Leben
Dreidemy war Maître de conférences an der Universität Toulouse, Mellon Visiting Lecturer der University of Chicago und Visiting Scholar der Harvard University.
Im März 2024 habilitierte sie sich mit der Schrift Internationale Politik ohne staatliche Akteure? Das Wiener Institut für Entwicklungsfragen und die sozialdemokratischen Nord-Süd-Netzwerke im globalen Kalten Krieg. Im Oktober 2024 wurde sie als Nachfolgerin von Oliver Rathkolb als Professorin für Österreichische Zeitgeschichte seit 1918 im internationalen Kontext an der Universität Wien bekannt gegeben. Dreidemy ist Redaktionsmitglied der Zeitschrift zeitgeschichte.

## Auszeichnungen
- 2012: Theodor-Körner-Preis
- 2014: IDEX-Exzellenzauszeichnung der Université Toulouse–Jean Jaurès

## Publikationen
- mit Florian Wenninger: Das Dollfuß/Schuschnigg-Regime 1933–1938. Vermessung eines Forschungsfeldes. Böhlau, Wien 2013.
- Der Dollfuß-Mythos. Eine Biographie des Posthumen. Böhlau, Wien 2014.